# Kirche von Vamlingbo

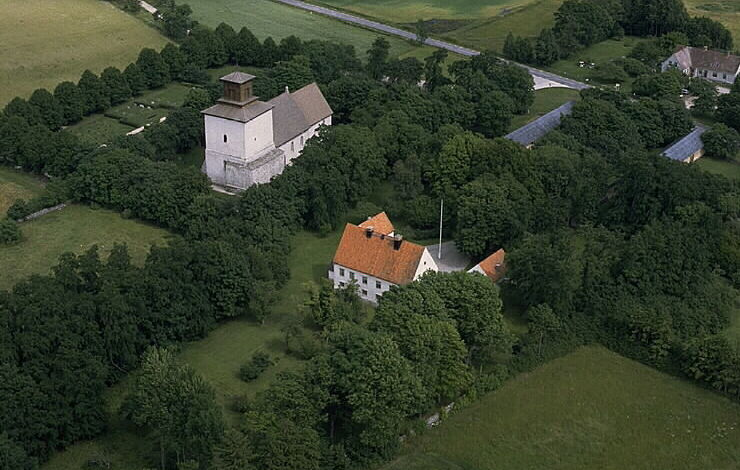
Luftbild der Kirche von Vamlingbo

Die Kirche von Vamlingbo (schwedisch Vamlingbo kyrka) ist eine mittelalterliche Landkirche auf der schwedischen Insel Gotland.  Sie gehört zur Kirchengemeinde (schwed. församling) Hoburg im Bistum Visby. Wie die anderen Kirchen im Süden Gotlands (Sudret) ist sie aus Sandstein gebaut.

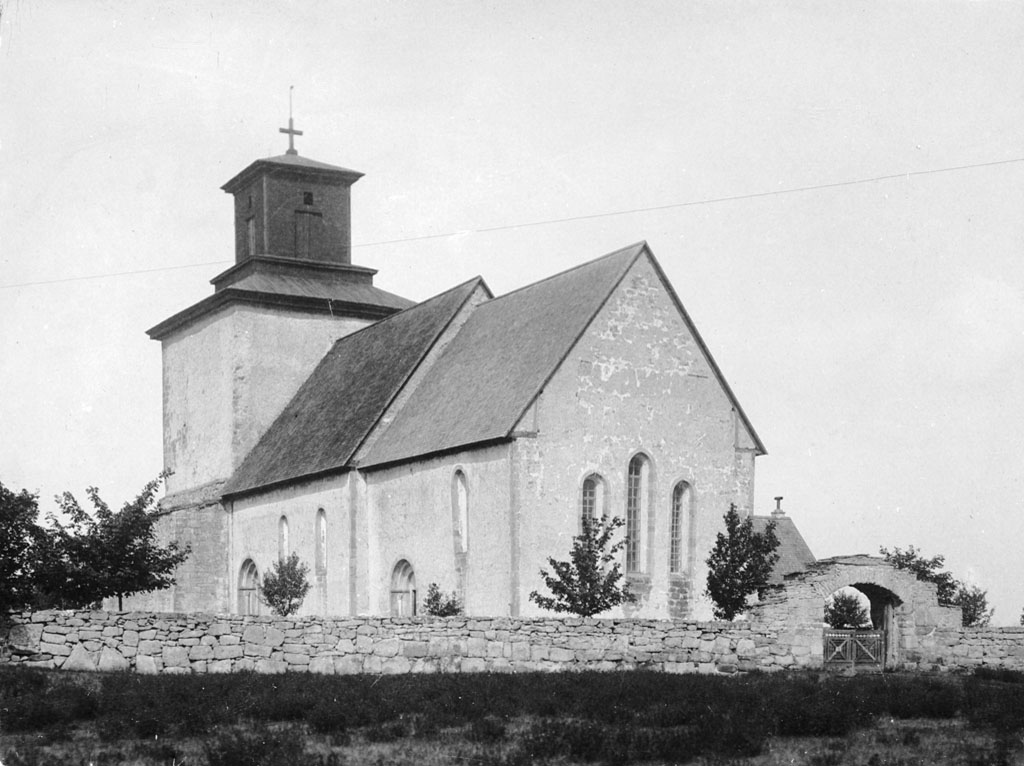
Kirche von Vamlingbo, 1901

## Lage
Die Kirche liegt im Süden von Gotland, 74 km südlich von Visby, 30 km südlich von Hemse und 7,5 km südlich von Burgsvik. Nur die Kirche von Sundre liegt südlicher.

## Kirchengebäude
Große Teile der Kirche stammen aus dem 13. Jahrhundert und haben möglicherweise eine ältere Steinkirche ersetzt. Die Grundmauern eines kleineren Turmes wurden unter dem heutigen gefunden. Andere Hinterlassenschaften aus einer älteren Zeit sind einige eingemauerte Reliefe, Teile von Särgen aus dem 12. Jahrhundert in der Südfassade und ein Taufstein aus dem 12. Jahrhundert. Die heutige Hallenkirche besteht aus einem dreischiffigen Langhaus mit einem schmaleren, gerade abgeschlossenen Chor im Osten. Im Norden liegt die Sakristei und im Westen der Kirchturm. Das Baumaterial ist gehauener Sandstein mit Details aus feinverarbietetem Kalkstein.  Das Langhaus und der Chor wurden in der Mitte des 13. Jahrhunderts gebaut. Der Turm folgte in der Mitte des 14. Jahrhunderts und war mit ungefähr 75 Metern der höchste Kirchturm auf Gotland. In den 1730er Jahren wurde der Turm renoviert, aber er wurde von einem Sturm 1736 heruntergeblasen. Der Turm wurde noch ein zweites Mal renoviert, stürzte aber bei einem Blitzeinschlag am 9. Februar 1817 ein. Der heutige Kirchturm wurde 1820 erbaut, als das Laternendach und die Stützmauer dazukamen.  Die Sakristei ist aus späterer Zeit. Die Fassaden sind weiß verputzt. Das Langhaus und der Chor werden von Satteldächern bedeckt. Die drei Eingänge der Kirche befinden sich auf der Nord- und Südseite des Langhauses und der Südseite des Chors. Sie haben gleichartige Portale. Das südliche Turmportal wurde im Zusammenhang mit dem Bau der Stützmauer verschlossen. Die Portalumfassung wurde jedoch später freigelegt und kann von innen studiert werden. Das Langhaus hat schmale Fensteröffnungen, zwei im Norden und zwei im Süden. Die Ostwand des Chores ist von einer Dreiergruppe von Fenstern durchbrochen. 1961 wurde die Kirche nach Plänen des Architekten Åke Porne restauriert. 1987–1988 wurde die Kirche von außen restauriert.
In der Kirche befinden sich die Runensteine G 4 bis G 7.

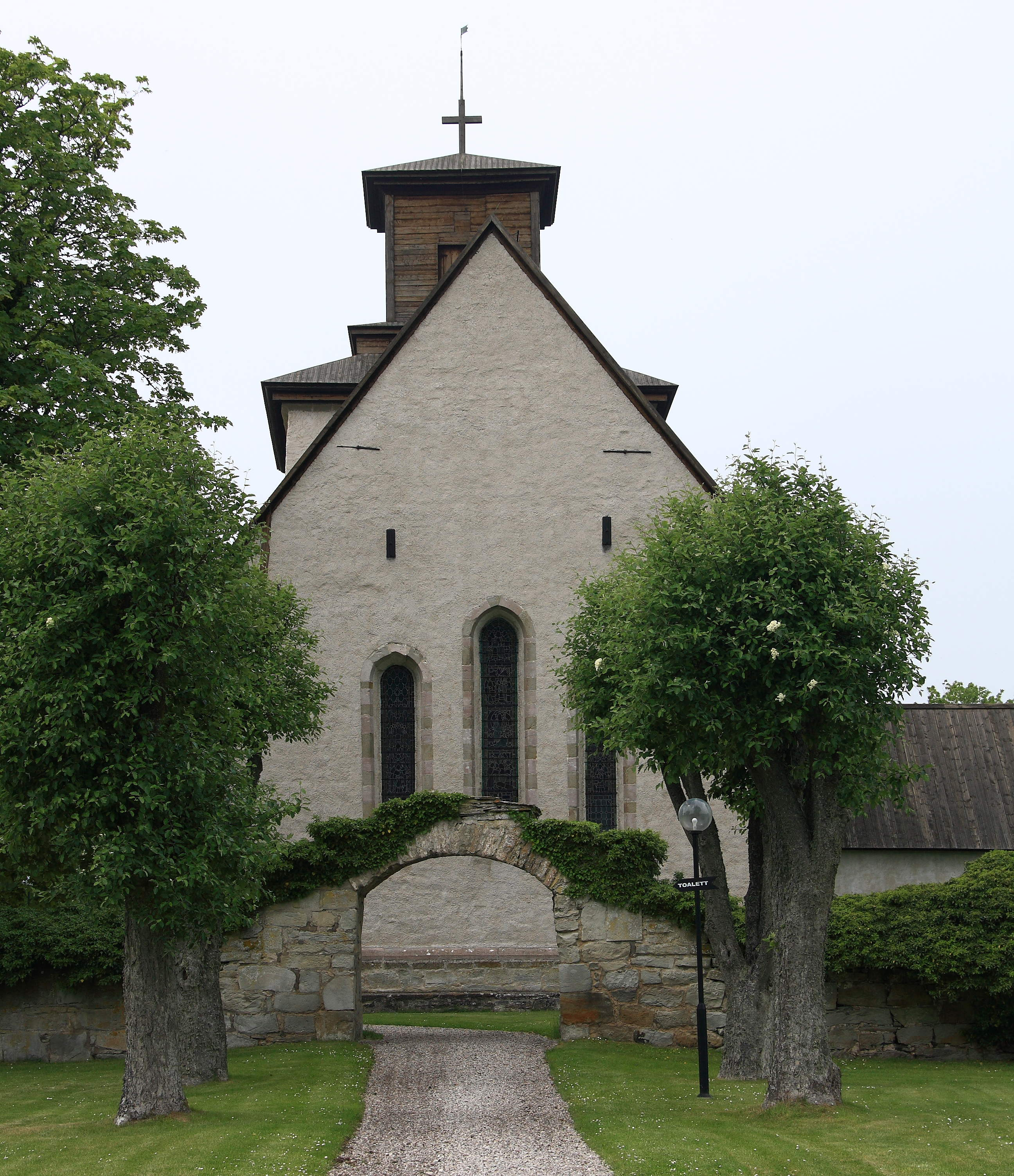
Kirche von Vamlingbo, 2010
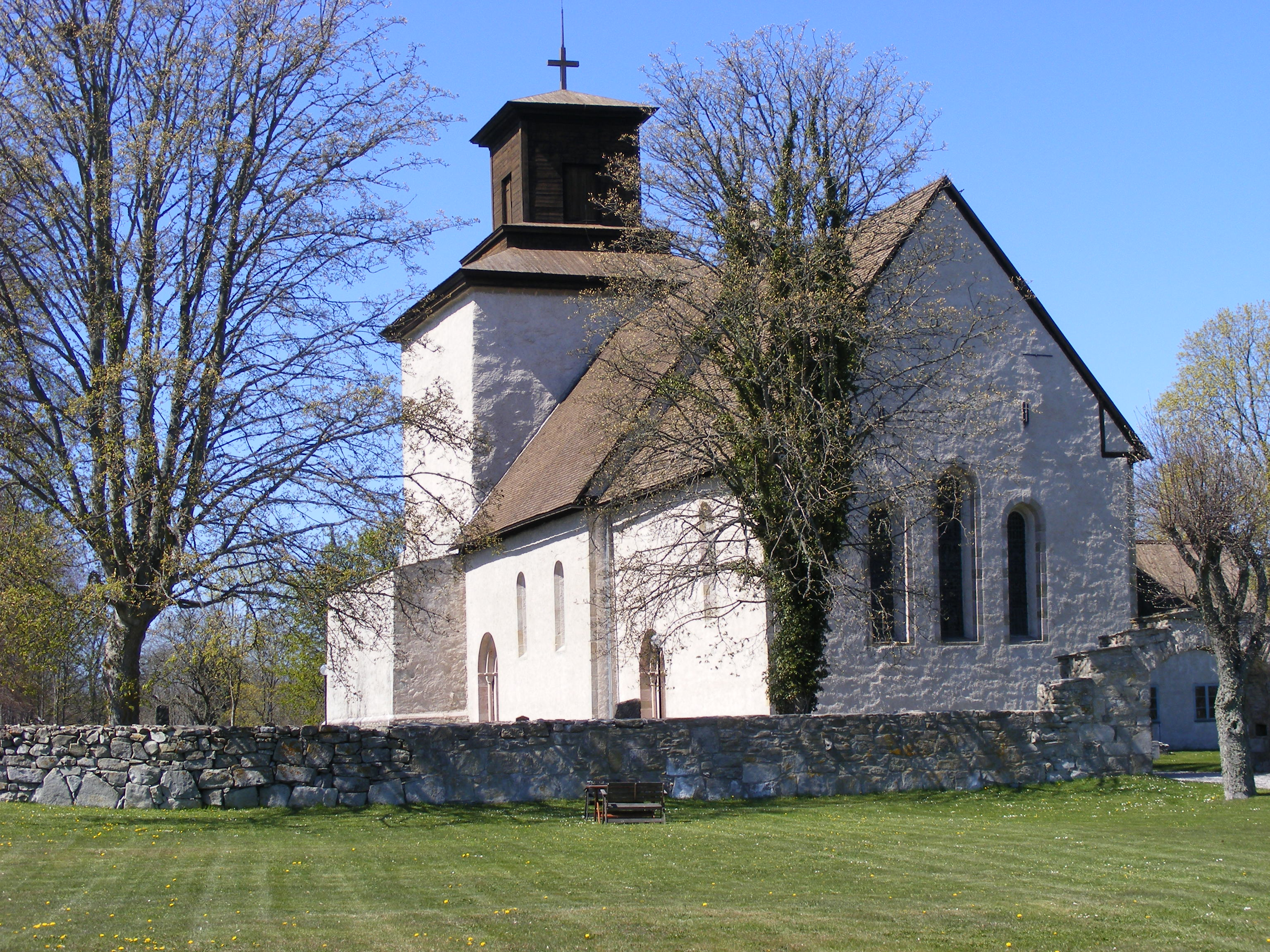
Kirche von Vamlingbo, 2011

## Innenraum

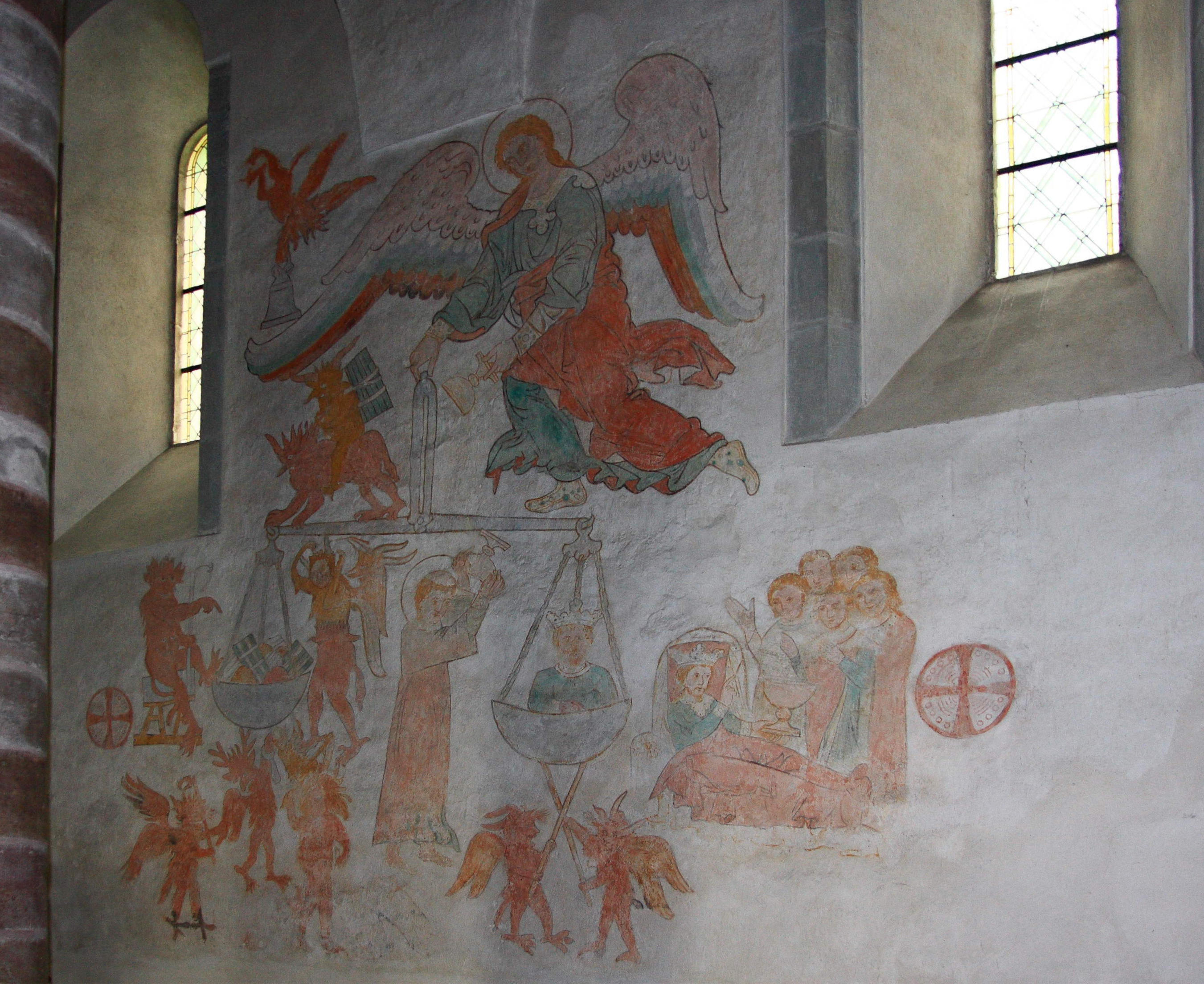
Seelenwiegung Kaiser Heinrichs

Das Langhaus wird innen durch neun Kreuzgewölbe gedeckt, die von vier Rundsäulen getragen werden. Charakteristisch für den Kirchenraum ist der Wechsel zwischen rotem und grauem Kalkstein in den Säulenschäften, im Triumphbogen und in den Fenstereinfassungen, zusammen mit einer in gelb und grau gehaltenen Quaderbemalung. In der Mauer des Triumphbogens finden sich Nischen für Seitenaltäre, von denen der südöstliche erhalten ist, und eine dreiteilige Öffnung, von der Gotlands einziger erhaltener mittelalterlicher Ambo ausgeht.   Die Kalkmalereien stammen aus dem 13. und 14. Jahrhundert. Von Interesse sind die gemalten Figuren auf den Langhauswänden. Sie sind von der Mitte des 13. Jahrhunderts stammen vom Michaelsmeister und stellen die Wiegung der Seele des Kaisers Heinrich dar. Die Gewölbemalereien des Langhauses, die ungefähr von 1700 sind, wurden etwa um 1900 restauriert,  als man die Glasmalereien des Chores durch Imitationen mittelalterlicher Glasmalereien ersetzte.

## Ausstattung
- Der Taufstein gehört zur Byzantios-Gruppe und wurde in der zweiten Hälfte des 12. Jahrhunderts gefertigt.
- Der Altar ist aus Sandstein und hat eine Platte, die aus einem großen Kalkstein gehauen ist.
- Das im 14. Jahrhundert geschnittene Altarretabel hat Skulpturbilder von Jesus am Kreuz, Maria, Johannes und den Aposteln.
- Die Kanzel ist aus dem 17. Jahrhundert und ersetzt eine mittelalterliche Kanzel, die ein Ambo war.
- Eine moderne Skulptur aus Kalkstein hat Maria mit dem Jesuskind als Motiv. Sie wurde von Sven Lundqvist 1971 geschaffen.
- Die heutige Orgel wurde 1985 von Johannes Künkels Orgelverkstad aus Lund gebaut.